# Six Degrees of Separation
Six Degrees Of Separation er en single, lavet i 2012 af The Script
| Musik | Spire Denne musikartikel er en spire som bør udbygges. Du er velkommen til at hjælpe Wikipedia ved at udvide den. |